# Kecskéd
Kecskéd is een plaats (község) en gemeente in het Hongaarse comitaat Komárom-Esztergom. Kecskéd telt 1927 inwoners (2001).